# Mestrino
Mestrino là một đô thị thuộc tỉnh Padova vùng Veneto, located about 45 km về phía tây của Venezia và cách khoảng 9 km northvề phía tây của Padova. Tại thời điểm ngày 31 tháng 12 năm 2004, đô thị này có dân số 9.211 người và diện tích 19,3 km².
Đô thị Mestrino bao gồm các frazioni (các đơn vị cấp dưới, chủ yếu là làng) Arlesega and Lissaro.
Mestrino giáp các đô thị: Campodoro, Grisignano di Zocco, Rubano, Saccolongo, Veggiano, Villafranca Padovana.